# IC 1008
IC 1008 = IC 4414 ist ein interagierendes Galaxienpaar vom Hubble-Typ P+C im Sternbild Bärenhüter am Nordsternhimmel. Es ist schätzungsweise 405 Millionen Lichtjahre von der Milchstraße entfernt.
Das Objekt wurde am 4. Mai 1866 vom US-amerikanischen Astronomen Truman Henry Safford entdeckt.